# 湘南モノレール400形電車
湘南モノレール400形電車（しょうなんモノレール400がたでんしゃ）は、湘南モノレールで使用されていた懸垂式モノレール車両。

## 概要
三菱重工業による千葉都市モノレール計画向けの低騒音試験車で、1980年（昭和55年）に2両編成1本が製造された。
落成当初は台車部・車載機器類を完全に覆うカバーが装着されていたが、メンテナンスの都合により取り外された。1986年（昭和61年）に421号車を連結した際に、車体塗装を300形と同様のものに改められた。また、客室ドアは300形と同様に当初は一枚窓だったが、混雑時の窓ガラス破損が発生したため、窓に桟が入れられ二枚窓となった。塗装は300形と異なる直線的なものとなり、後に500形に引き継がれたが、本形式は300形と同じ「金太郎スタイル」に変更された。
車体はすべてアルミニウム合金製であり、401号車・402号車は制御電動車、421号車は湘南モノレール唯一の付随車であった。この中間車は全長が先頭の2両より短く、窓形状、窓高さも異なる。
前面は角形の標識灯・尾灯が装備され、日本の鉄道車両では異例となる前照灯を装備しない形態となった。これは路線の構造上、前方に障害物が発生する可能性がほとんどないためにできた設計である。その後、402号車は事故に遭った際に、灯火類を500形と同一のユニットに換装したため片側のみ前照灯が装備されるようになった。新製当初は溝のないタイヤが使用されていたが、勾配を登る際に空転が発生したことにより500形と同様のものへ換装された。

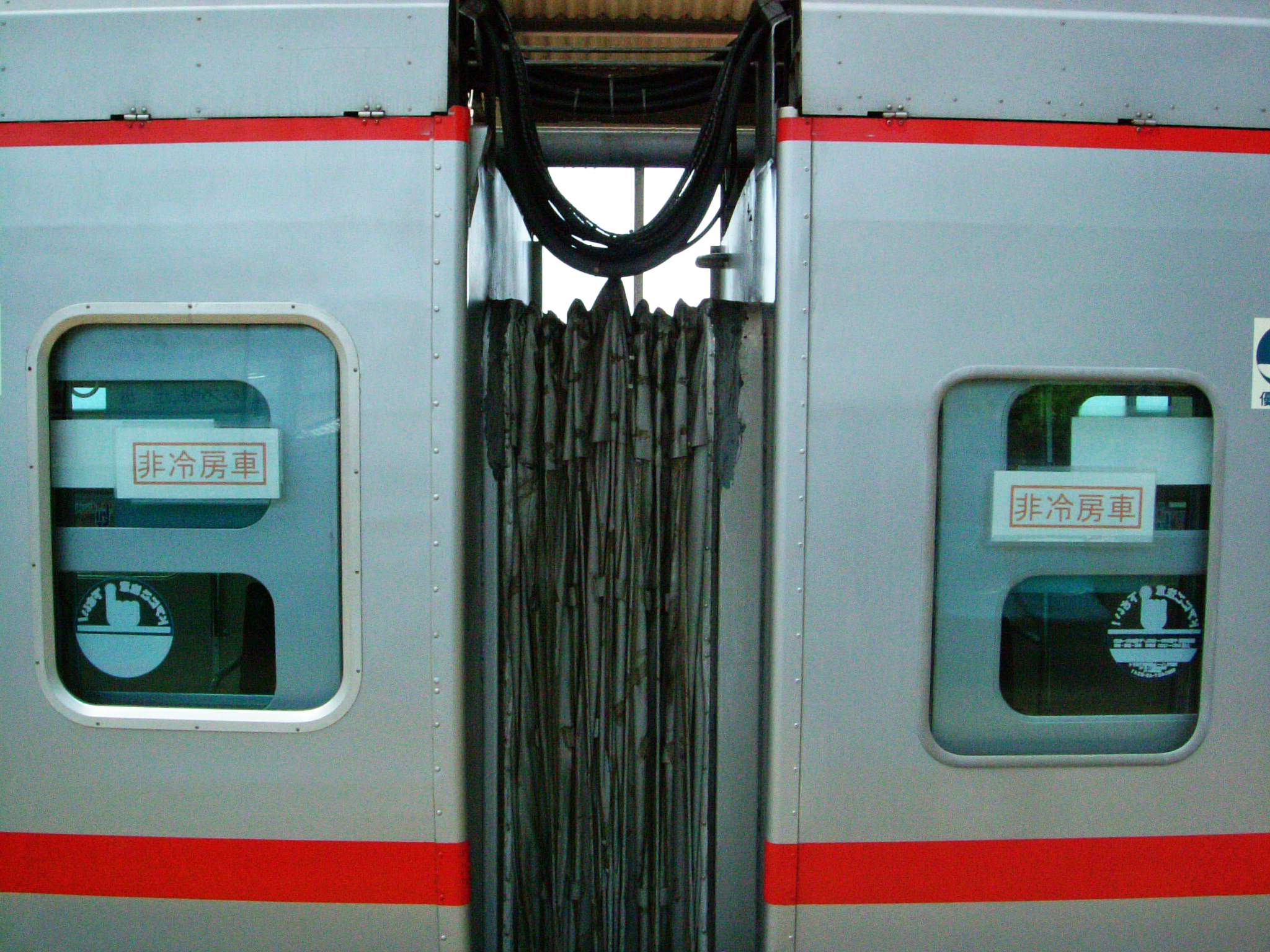
右が421号車、左が402号車。窓の高さが双方で異なる。
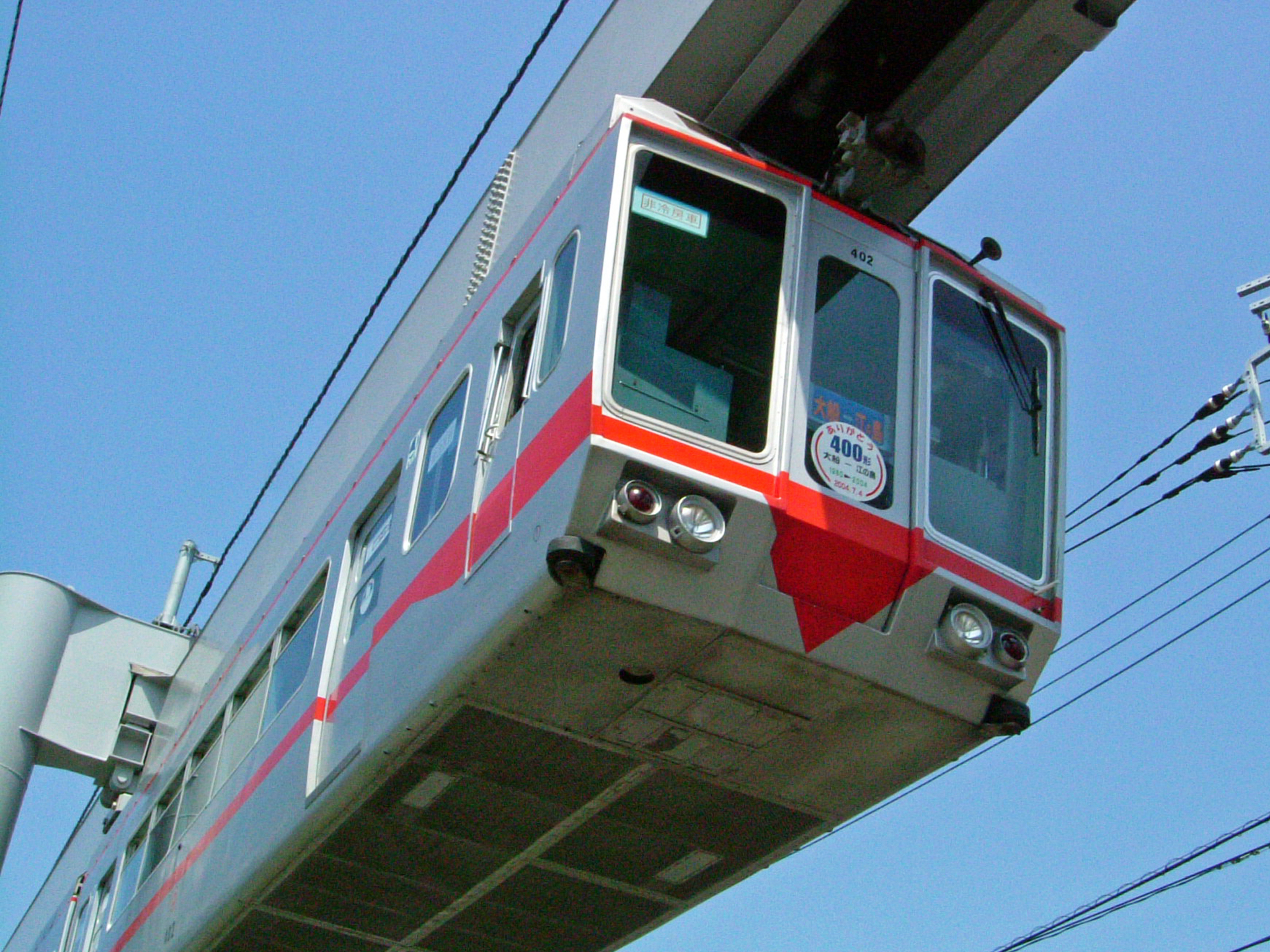
ライト形状の異なる402号車。

冷房装置は搭載されずに、末期は予備車的な使いとなり営業運転にはほとんど充当されず、5000系の落成にともない2004年（平成16年）7月4日に営業運転を終了し、廃車された。廃車後は401号が三菱重工にて保管されていたが、後に解体された。

## 内装
500形にも踏襲された暖色系とされた。500形との差異を以下に記す。
- 座席の背ずり高さが高く、窓位置も高くなっている。
- 窓と座席の割り振りが合っていない。これは従来全席ロングシートだったものを、セミクロスシートに変えたためである。
  - なお、421号車のみ製造当初からセミクロスシートとなり、窓割りも合わせられたためズレが生じていない。
- 先頭車の妻面付近にあった2人掛けシートは新製当時の座席が残されていた。
- 500形は後にドア付近のロングシートを一部縦向きの跳ね上げ座席に改造（550形）したが、400形では改造されなかった。
- 天井の低い湘南モノレールの車両は頭をぶつけないようにドア付近のみ蛍光灯カバーが被せてあるが、400形ではすべての蛍光灯にカバーが設置されていた。
- 末期には、車両正面・側面の窓に「非冷房車」の掲示がなされていた。

## 編成表
|          | ← 大船方面湘南江の島方面 → |     |     |                                           |               |
| 形式     | Mc                         | T   | Mc  | 竣工日                                    | 廃車日        |
| 車両番号 | 401                        | 421 | 402 | 1980年3月（401・402） 1986年3月5日（421） | 2004年9月29日 |